# Lilium rosthornii
Lilium rosthornii (chinesisch 南川百合, Pinyin Nánchuān bǎihé) ist eine Art aus der Gattung der Lilien (Lilium) in der Asiatischen Sektion innerhalb der Familie der Liliengewächse (Liliaceae).

Lilium rosthornii

## Beschreibung
Lilium rosthornii erreicht eine Wuchshöhe von 40 cm bis 100 cm. Die Zwiebeln sind kugelförmig und bestehen aus weißen Schuppen. Der Stängel ist hart und gerade, bei den zerstreut stehenden Blättern kommt es zu einem Blattdimorphismus: während die unteren und mittleren Blätter lineal-lanzettlich sind, bis zu 15 cm lang und maximal 1 cm breit, sind die oberen Blätter eiförmig und kürzer (höchstens 4,5 cm lang).
Die Pflanze blüht von Juli bis August mit 1 bis 9 in einer traubenförmigen Rispe angeordneten Blüten. Die zwittrigen Blüten sind dreizählig. Die sechs gleichgestalteten Blütenhüllblätter (Tepalen) sind zurückgerollt (Türkenbundform), etwa 6,5 cm lang und etwa 1 cm breit. Die Grundfarbe der Blüten ist gelb bis orange mit purpurnen Punkten, der Schlund ist dunkelbraun. Die Nektarien tragen beidseitig bewimperte grüne oder schwarze Anhängsel. Jede Blüte enthält drei Fruchtblätter und sechs Staubblätter. Die Pollen sind rotbraun und die Filamente sind etwa 65 mm lang. Die Samen reifen im September in 5,5 cm bis 6,5 cm großen schmalovalen Samenkapseln.

## Verbreitung
Lilium rosthornii findet sich in Wäldern und an Hügeln, oft entlang von Flüssen, in Höhenlagen zwischen 300 m und 900 m ü. NN.
Sie ist in der Volksrepublik China in den Provinzen Guizhou, Hubei und Sichuan endemisch.

## Taxonomie
Lilium rosthornii wurde 1900 von Friedrich Ludwig Emil Diels in Botanische Jahrbücher für Systematik, Pflanzengeschichte und Pflanzengeographie Band 29, Teil 2, Seite 243 erstbeschrieben. Sie ist benannt nach dem Pflanzensammler A. von Rosthorn.